# Fransk-nederländska kriget
Fransk-nederländska kriget (franska: La Guerre de Hollande; (även kallat andra fransk-nederländska kriget för att skilja från devolutionskriget som stundom kallas första fransk-nederländska kriget) var ett krig 1672–1678 mellan Frankrike å ena sidan och Nederländerna, Österrike, Tysk-romerska riket, Brandenburg, Lothringen och Spanien å den andra. Det avslutades i freden i Nijmegen 1679.
Ludvig XIV hade sedan misslyckandet i devolutionskriget närt planer på att fullfölja sina planer på att utvidga sitt rike och lägga under sig hela Nederländerna ända fram till Rhen. Genom en aggressiv handelspolitik riktad mot Nederländerna försökte han försvaga landet. Samtidigt hade han genom ett subsidieförbund med England 1670 tvingat landet att avsluta trippelalliansen, och 1672 slöts ett subsidieförbund med Sverige varigenom Nederländerna kunde isoleras. Han använde även Rhenförbundet för att öka sitt inflytande i västra Tyskland inför planer att även lägga under sig dessa områden. England såg samtidigt Nederländerna som ett hot, andra engelsk-nederländska kriget hade inletts kort efter att England och Nederländerna kämpat tillsammans som allierade i devolutionskriget och avslutats endast genom att Nederländerna lyckats få fred genom att i en djärv auktion hota London. Sedan man nu fått Frankrike som allierade såg man sin chans att slutligen kväsa Nederländerna. I Nederländerna hade också investeringarna i försvaret minskat efter fredsslutet, och armén var i förfall. 
Våren 1672 kom plötsligt Englands och Frankrikes krigsförklaringar mot Nederländerna. Engelska flottan lade sig i blockad utanför Nederländernas kuster och en fransk armé ryckte över Rehn in i Nederländerna. Johan de Witt försökte förgäves förhandla med Frankrike om landavträdelser, men Ludvig XIV avvisade alla förhandlingsförslag. Folkliga som menade att Johan de Witt sålt ut sitt land till Frankrike tvingade honom avgå och överlämna makten till Vilhelm av Oranien. Det hindrade inte att en uppretad folkmassa i ett upplopp i augusti 1672 mördade Johan de Witt och hans bror Cornelius.
i stället för att följa sina generalers råd att tåga direkt mot Amsterdam valde Ludvig XIV att metodiskt belägra och inta alla de nederländska fästningarna för att därigenom säkra sin seger, vilket blev Vilhelm av Oraniens räddning. Efter en torr sommar följde en mycket regnig höst, och Wilhelm av Oranien lät förstöra alla dammar i landet, vilket ledde till översvämningar i hela landet, och gjorde det omöjligt för den franska hären att förflytta sig eller skaffa underhåll. Fram emot jultiden kom en kortvarig köld, som fick alla kanaler och floder att frysa. Ludvig XIV gjorde planer på att utnyttja isen för en hastig offensiv, men kort därefter följde blida vindar och isen smälte bort och omöjliggjorde fortsatt offensiv. I stället tvingades han dra tillbaka sina trupper till Frankrike. Den engelska flottan som planerat en landstigning på Zeeland tvingade även av stormväder att återvända till England. I stället kom kriget att släpa sig fram med fältslag och belägringar från vardera sidan, följda av återmarscher. Hotet från Frankrike och England fick snart Spanien att sluta upp på Nederländernas sida, även Habsburgske kejsaren drogs in i kriget på Nederländernas sida, men då han samtidigt hade hemliga kontakter med franske kungen förde han länge kriget tämligen lamt utan större intresse. I stället blev det Brandenburg som snabbt trädde in som en av Nederländernas främsta allierade. I Englands parlament växte snart missnöjet med kriget, och i februari 1674 tvingades Karl II av sitt parlament att sluta fred. Även kurfursten av Köln och biskopen av Münster som deltagit i kriget på Frankrikes sida slöt fred med Nederländerna. Frankrike utnyttjade dock sina diplomatiska förbindelser att få andra länder att gripa in på sin sida, flera italienska och tyska småfurstar slöt upp, och i Ungern lyckades Frankrike att med Turkiskt stöd skapa ett uppror för att försvaga kejsaren. Man lyckade även genom påtryckningar få Sverige som mottog franska subsidier att sluta upp på landet sida, vilket dock ledde till att landet drogs in i ett krig med Danmark. 